# Codici aeroportuali IATA - J

## J
- JAA Aeroporto civile, Jalalabad, Afghanistan (sito informativo)
- JAB Aeroporto civile, Jabiru, Australia
- JAC Aeroporto civile, Jackson Hole (Wyoming), Stati Uniti d'America
- JAD Aeroporto Jandakot, Perth, Australia
- JAE Aeroporto civile, Atlanta Technology Park, Stati Uniti d'America
- JAF Aeroporto civile, Jaffna Kankesantu, Sri Lanka
- JAG Aeroporto Jacobabad Airport / Air Base, Jacobabad, Pakistan
- JAH Aeroporto civile, Aubagne Agora Hlpd, Francia
- JAI Aeroporto Internazionale di Jaipur, India
- JAJ Aeroporto civile, Atlanta Perimeter Mall, Stati Uniti d'America
- JAK Aeroporto civile, Jacmel, Haiti
- JAL Aeroporto civile, Jalapa, Messico
- JAM Aeroporto civile, Jambol, Bulgaria
- JAN Aeroporto Jackson International Airport - Allen C. Thompson Field, Jackson (Mississippi), Stati Uniti d'America
- JAO Aeroporto civile, Atlanta Beaver Ruin, Stati Uniti d'America
- JAQ Aeroporto civile, Jacquinot Bay, Papua Nuova Guinea
- JAR Aeroporto civile, Arcadia Civic, Stati Uniti d'America
- JAS Aeroporto civile, Jasper County, Stati Uniti d'America
- JAT Aeroporto Marshall Islands International, Jabat, Stati Uniti d'America
- JAU Aeroporto civile, Jauja, Perù
- JAV Aeroporto Ilulissat, Jacobshavn Lufthavn, Groenlandia
- JAX Aeroporto Internazionale di Jacksonville, Jacksonville (Florida), Stati Uniti d'America
- JBC Aeroporto civile, Boston City Hlpt, Stati Uniti d'America
- JBK Aeroporto civile, Berkeley, Stati Uniti d'America
- JBP Aeroporto civile, Los Angeles Commerce, Stati Uniti d'America
- JBR Aeroporto municipale di Jonesboro, Jonesboro (Arkansas), Stati Uniti d'America
- JBS Aeroporto civile, Pleasanton Hacinda Hp, Stati Uniti d'America
- JCA Aeroporto Croisette H/P, Cannes, Francia
- JCB Aeroporto civile, Joaçaba, Brasile
- JCC Eliporto China Basin, San Francisco (California), Stati Uniti d'America
- JCD Eliporto Downtown, Saint Croix Island, Isole Vergini Americane
- JCE Eliporto Convention Center, Oakland, Stati Uniti d'America
- JCH Aeroporto Qasigiannguit, Christianshaab, Groenlandia
- JCI Aeroporto civile, Kansas City Industrial, Stati Uniti d'America
- JCJ Aeroporto civile, Cheju Chu Ja Heliport, Corea del Sud
- JCK Aeroporto civile, Julia Creek (Queensland), Australia
- JCM Aeroporto civile, Jacobina, Brasile
- JCN Eliporto, Incheon, Corea del Sud
- JCO Eliporto, Comino, Malta
- JCR Aeroporto civile, Jacareacanga, Brasile
- JCT Aeroporto Kimble County, Junction (Texas), Stati Uniti d'America
- JCX Eliporto Citicorp Plaza, Los Angeles, Stati Uniti d'America
- JCY Aeroporto civile, Johnson County, Stati Uniti d'America
- JDA Aeroporto civile, John Day, Stati Uniti d'America
- JDB Aeroporto civile, Dallas Downtown, Stati Uniti d'America
- JDF Aeroporto civile, Juiz de Fora, Brasile
- JDH Aeroporto civile, Jodhpur, India
- JDM Miami Downtown Heliport, Miami, Stati Uniti d'America
- JDN Aeroporto civile, Jordan (Montana), Stati Uniti d'America
- JDO Aeroporto civile, Juazeiro do Norte, Brasile
- JDP Heliport de Paris, Parigi, Francia
- JDP Heliport Issy-Les-Moulineaux, Parigi, Francia
- JDT Minneapolis Downtown Heliport, Minneapolis, Stati Uniti d'America
- JDX Central Bus. District, Houston, Stati Uniti d'America
- JDY Aeroporto civile, Downey, Stati Uniti d'America
- JDZ Aeroporto civile, Jingdezhen, Cina
- JED Aeroporto King Abdul Aziz, Jeddah, Arabia Saudita
- JEE Aeroporto civile, Jérémie, Haiti
- JEG Aeroporto civile, Egedesminde, Groenlandia
- JEG Aeroporto civile, Aasiaat, Groenlandia
- JEJ Aeroporto civile, Ailinglaplap, Isole Marshall
- JEM Aeroporto civile, Emeryville, Stati Uniti d'America
- JEQ Aeroporto civile, Jequie, Brasile
- JER Aeroporto di Jersey, Jersey, Regno Unito
- JEV Eliporto, Évry, Francia
- JFK Aeroporto Internazionale John F. Kennedy, New York (New York), Stati Uniti d'America
- JFM Eliporto, Fremantle, Australia
- JFN Aeroporto civile, Jefferson Ashtabula, Stati Uniti d'America
- JFR Aeroporto Paamiut, Frederikshaab, Groenlandia
- JGA Aeroporto civile, Jamnagar, India
- JGB Aeroporto civile, Jagdalpur, India
- JGC Eliporto, Grand Canyon (Arizona), Stati Uniti d'America
- JGE Eliporto, Geoje, Corea del Sud
- JGL Aeroporto civile, Atlanta Galleria, Stati Uniti d'America
- JGN Aeroporto civile, Jiayuguan, Cina
- JGO Aeroporto civile, Qeqertarsuaq, Groenlandia
- JGO Aeroporto Qeqertarsuaq, Godhavn, Groenlandia
- JGP Eliporto Greenway Plaza, Houston, Stati Uniti d'America
- JGQ Transco Twr Galleria, Houston, Stati Uniti d'America
- JGR Aeroporto Kangilinnguit, Groennedal Heliport, Groenlandia
- JGX Aeroporto Luke Air Force Base, Glendale/Phoenix (Arizona), Stati Uniti d'America
- JHB Aeroporto Sultan Ismail International, Johor Bahru, Malaysia
- JHC Aeroporto civile, Garden City (New York), Stati Uniti d'America
- JHE Eliporto, Helsingborg, Svezia
- JHG Aeroporto Gasa, Jinghong, Cina
- JHM Aeroporto West Maui, Kapalua (Hawaii), Stati Uniti d'America
- JHQ Aeroporto civile, Shute Harbour (Queensland), Australia
- JHS Aeroporto civile, Holsteinsborg, Groenlandia
- JHS Aeroporto civile, Sisimiut, Groenlandia
- JHW Aeroporto Chautauqua County, Jamestown (New York), Stati Uniti d'America
- JHY Hyatt Heliport, Cambridge, Stati Uniti d'America
- JIA Aeroporto civile, Juína, Brasile
- JIB Aeroporto Ambouli, Gibuti, Gibuti
- JID Aeroporto civile, Los Angeles Industry, Stati Uniti d'America
- JIK Aeroporto civile, Ikaria Island, Grecia
- JIL Aeroporto civile, Jilin, Cina
- JIM Aeroporto Aba Segud, Gimma, Etiopia
- JIN Aeroporto civile, Jinja, Uganda
- JIO Ontario International Heliport, Ontario, Stati Uniti d'America
- JIP Aeroporto civile, Jipijapa, Ecuador
- JIR Aeroporto civile, Jiri, Nepal
- JIW Aeroporto civile, Jiwani, Pakistan
- JJI Aeroporto civile, Juanjuí, Perù
- JJN Aeroporto civile, Jinjiang, Cina
- JJU Aeroporto Qaqortoq, Julianehaab, Groenlandia
- JKG Aeroporto Axamo, Jönköping Flygplats, Svezia
- JKH Aeroporto civile, Chio, Grecia
- JKR Aeroporto civile, Janakpur, Nepal
- JKT Aeroporto civile, Giacarta, Indonesia
- JLA Aeroporto civile, Cooper Lodge Quartz Crk, Stati Uniti d'America
- JLB Aeroporto civile, Long Beach Heliport, Stati Uniti d'America
- JLD Eliporto Viarp, Landskrona, Svezia
- JLN Aeroporto Municipale di Joplin, Joplin (Missouri), Stati Uniti d'America
- JLO Aeroporto civile, Jesolo, Italia
- JLP Aeroporto civile, Juan Les Pins, Francia
- JLR Aeroporto civile, Jabalpur, India
- JLX Union Station Heliport, Los Angeles, Stati Uniti d'America
- JMA Marriot Astrodrome, Houston, Stati Uniti d'America
- JMB Aeroporto civile, Jamba, Angola
- JMC Aeroporto civile, Sausalito Marin Cty, Stati Uniti d'America
- JMD Market Centre Heliport, Dallas, Stati Uniti d'America
- JMH Aeroporto civile, Schaumburg Marriott, Stati Uniti d'America
- JMK Aeroporto civile, Mykonos, Grecia
- JMM Aeroporto Harbour Heliport, Malmö, Svezia
- JMN Mankato Municipal Heliport, Mankato (Minnesota), Stati Uniti d'America
- JMO Aeroporto civile, Jomsom, Nepal
- JMS Aeroporto Municipal di Jamestown, Jamestown (Dakota del Nord), Stati Uniti d'America
- JMU Aeroporto civile, Jiamusi, Cina
- JMY Mammy Yoko Heliport, Freetown, Sierra Leone
- JNA Aeroporto civile, Januária, Brasile
- JNB Aeroporto Internazionale O.R. Tambo, Johannesburg, Sudafrica
- JNH North Park Inn Heliport, Dallas, Stati Uniti d'America
- JNI Aeroporto civile, Junín, Argentina
- JNN Aeroporto civile, Nanortalik, Groenlandia
- JNP Aeroporto civile, Newport Beach, Stati Uniti d'America
- JNS Aeroporto civile, Narssaq, Groenlandia
- JNU Aeroporto Internazionale di Juneau, Juneau, Stati Uniti d'America
- JNX Aeroporto civile, Naxos Island, Grecia
- JNZ Aeroporto civile, Jinzhou, Cina
- JOC Aeroporto civile, Santa Ana Centerport Heliport, Stati Uniti d'America
- JOE Aeroporto civile, Joensuu, Finlandia
- JOG Aeroporto Adisucipto, Yogyakarta, Indonesia
- JOH Aeroporto civile, Port St Johns, Sudafrica
- JOI Aeroporto Federal, Joinville, Brasile
- JOK Aeroporto civile, Joškar-Ola, Russia
- JOL Aeroporto Sulu, Jolo, Filippine
- JOM Aeroporto civile, Njombe, Tanzania
- JON Aeroporto civile, Atollo Johnston, Atollo Johnston
- JOP Aeroporto civile, Josephstaal, Papua Nuova Guinea
- JOR Aeroporto civile, Disneyland/orange, Stati Uniti d'America
- JOS Aeroporto civile, Jos, Nigeria
- JOT Aeroporto civile, Joliet Park Distric (Illinois), Stati Uniti d'America
- JPA Aeroporto civile, João Pessoa, Brasile
- JPD Eliporto, Pasadena, Stati Uniti d'America
- JPJ Eliporto, Paterson, Stati Uniti d'America
- JPN Aeroporto Pentagon Army, Washington, Stati Uniti d'America
- JPR Aeroporto civile, Ji-Paraná, Brasile
- JPT Houston Park Ten Heliport, Houston, Stati Uniti d'America
- JPU Aeroporto civile, Paris La Defense, Francia
- JQE Aeroporto civile, Jaqué, Panama
- JRA New York Ny/newark W 30th St., New York, Stati Uniti d'America
- JRB New York Ny/newark Downtown Manhattan, New York, Stati Uniti d'America
- JRC Rochester Municipal Heliport, Rochester, Stati Uniti d'America
- JRD Riverside Heliport, Riverside (California), Stati Uniti d'America
- JRE New York Ny/newark E 60th St, New York, Stati Uniti d'America
- JRH Aeroporto civile, Jorhat, India
- JRK Arsuk Heliport, Arsuk, Groenlandia
- JRN Aeroporto civile, Juruena, Brasile
- JRO Aeroporto Internazionale del Kilimangiaro, Kilimangiaro, Tanzania
- JRS Aeroporto Atarot, Gerusalemme, Israele
- JSA Aeroporto civile, Jaisalmer, India
- JSD Aeroporto civile, Stratford Sikorsky, Stati Uniti d'America
- JSE Aeroporto civile, Juneau, Stati Uniti d'America
- JSH Aeroporto civile, Sitia, Grecia
- JSI Aeroporto civile, Sciato, Grecia
- JSK Saint Cloud Municipal Heliport, Saint Cloud, Stati Uniti d'America
- JSL Aeroporto civile, Atlantic City Steel Pier, Stati Uniti d'America
- JSM Aeroporto civile, Jose de San Martin, Argentina
- JSN Los Angeles Sherman Oaks Heliport, Los Angeles, Stati Uniti d'America
- JSO Södertälje Heliport, Södertälje, Svezia
- JSP Cheju Sogwipo Heliport, Jeju-do, Corea del Sud
- JSR Aeroporto civile, Jessore, Bangladesh
- JSS Aeroporto civile, Spetsai, Grecia
- JST Aeroporto Cambria, Johnstown (Pennsylvania), Stati Uniti d'America
- JSU Aeroporto civile, Maniitsoq, Groenlandia
- JSU Aeroporto civile, Sukkertoppen, Groenlandia
- JSY Aeroporto civile, Sykros, Grecia
- JSZ Saint-Tropez Heliport, Saint-Tropez, Francia
- JTI Aeroporto civile, Jataí, Brasile
- JTO Thousand Oaks Heliport, Thousand Oaks, Stati Uniti d'America
- JTR Aeroporto di Santorini, Santorini, Grecia
- JTY Aeroporto civile, Astypalaia Island, Grecia
- JUA Aeroporto civile, Juara, Brasile
- JUB Aeroporto Internazionale di Giuba, Giuba, Sudan del Sud
- JUC Los Angeles Universal City H/p, Los Angeles, Stati Uniti d'America
- JUI Aeroporto civile, Juist, Germania
- JUJ Aeroporto El Cadillal, Jujuy (PJ), Argentina
- JUL Aeroporto civile, Juliaca, Perù
- JUM Aeroporto civile, Jumla, Nepal
- JUN Aeroporto civile, Jundah, Australia
- JUO Aeroporto civile, Juradó, Colombia
- JUP Upland Cable Heliport, Upland, Stati Uniti d'America
- JUR Aeroporto civile, Jurien Bay, Australia
- JUT Aeroporto civile, Juticalpa, Honduras
- JUV Aeroporto civile, Upernavik, Groenlandia
- JUZ Aeroporto civile, Juzhou, Cina
- JVA Aeroporto civile, Ankavandra, Madagascar
- JVL Aeroporto civile, Janesville, Stati Uniti d'America
- JWA Aeroporto civile, Jwaneng, Botswana
- JWC Los Angeles Warner Center Bus. Plaza, Los Angeles, Stati Uniti d'America
- JWH Houston Westchase Hilton Heliport, Houston, Stati Uniti d'America
- JWL Aeroporto civile, Houston Woodlawns, Stati Uniti d'America
- JXN Aeroporto civile, Jackson, Stati Uniti d'America
- JYV Aeroporto civile, Jyväskylä, Finlandia